# Cantonlaan 1
Cantonlaan 1 is een gemeentelijk monument aan de Cantonlaan in Baarn in de provincie Utrecht.
De villa is symmetrisch opgezet. Zoals kenmerkend voor de rond 1910 gebouwde woningen worden bepleisterde delen van het huis afgewisseld met bakstenen boogjes. De ingeknikte hoeken hebben veel weg van het huis op de hoek Eemnesserweg 4 / Kampstraat 1.